# Odbojkarski klub Kamnik (femminile)
L'Odbojkarski klub Kamnik è una società pallavolistica femminile slovena con sede a Kamnik: milita nel campionato di 1. DOL.

## Storia
La società viene fondata nel 1947 ma milita per diversi decenni sia nei tornei giovanili sia nelle serie minori del campionato sloveno.
Con la sponsorizzazione da parte del Calcit, l'Odbojkarski klub Kamnik ottiene la promozione al termine della stagione 2007-08 dalla 2. DOL alla 1. DOL, divisione dove esordisce nella stagione 2008-09, chiusa al terzo posto e ottenendo per la prima volta una partecipazione a una competizione europea, ossia la Challenge Cup, eliminata poi al secondo turno.
Nella stagione 2009-10 vince per la prima volta lo scudetto, mentre la prima vittoria della Coppa di Slovenia arriva nell'edizione 2012-13, successo bissato poi anche nell'edizione successiva. La vittoria del secondo titolo nazionale è al termine della stagione 2014-15, qualificandosi per la prima volta alla Champions League, uscendo nella fase a gironi. Conquista nuovamente il campionato al termine dell'annata 2015-16 e, per cinque stagioni consecutive, dal 2019-20 al 2023-24. Il club si aggiudica inoltre due Coppe di Slovenia e quattro edizioni della Middle European League.

## Rosa 2020-2021
| N° | Nome                | Ruolo | Data di nascita  | Nazionalità sportiva |
| -- | ------------------- | ----- | ---------------- | -------------------- |
| 2  | Zala Špoljarič      | L     | 2 febbraio 2002  | Slovenia             |
| 2  | Živa Javornik       | L     | 13 marzo 2004    | Slovenia             |
| 4  | Katja Mihevc        | C     | 3 aprile 1997    | Slovenia             |
| 5  | Eva Pogačar         | P     | 14 luglio 2000   | Slovenia             |
| 6  | Polona Marušič      | S     | 1º agosto 1999   | Slovenia             |
| 7  | Špela Marušič       | P     | 1º agosto 1999   | Slovenia             |
| 9  | Ana Marija Vovk     | S     | 29 marzo 1998    | Slovenia             |
| 10 | Olivera Kostić      | O     | 9 dicembre 1991  | Serbia               |
| 11 | Naja Boisa          | S     | 19 dicembre 2003 | Slovenia             |
| 12 | Eva Zatković        | S     | 2 agosto 2001    | Slovenia             |
| 13 | Leja Janežič        | L     | 7 marzo 1993     | Slovenia             |
| 14 | Lucille Charuk      | C     | 13 agosto 1989   | Canada               |
| 15 | Manja Jerala        | C     | 22 gennaio 2002  | Slovenia             |
| 17 | Andjelka Radišković | S     | 30 marzo 1992    | Bosnia ed Erzegovina |
| 22 | Martina Guiggi      | C     | 1º maggio 1984   | Italia               |

## Palmarès
- Campionato sloveno: 6

2009-10, 2014-15, 2015-16, 2019-20, 2020-21, 2021-22, 2022-23, 2023-24
- Coppa di Slovenia: 4

2012-13, 2013-14, 2018-19, 2021-22
- Middle European League: 3

2013-14, 2015-16, 2019-20, 2023-24